# Revolução Chinesa
A Revolução Chinesa é um nome que em geral pode ser dado a os anos finais do Século de humilhação em três fases diferentes mas ligados na história moderna da China:
- Revolução Xinhai de 1911 - 1912
- Revolução Nacionalista Chinesa de 1921 - 1928
- Revolução Comunista Chinesa de 1931 - 1949[2]

A Revolução Xinhai de 1911 foi liderada (a partir de 1912) por Sun Yat-sen que teve como desfecho a criação da República da China, dando fim a monarquia chinesa, e se encerrou com após a abdicação de Pu Yi do trono Qing em Fevereiro de 1912 e o posterior inicio da Era dos Senhores da Guerra na China. Afim de encerrar com a era dos senhores da guerra, Sun Yat-sen reorganizou o partido nacionalista e deu ínicio a uma série de campanhas no sul da China. Chiang Kai-shek o sucedeu e reunificou a parte principal da China em 1928. A Revolução Comunista foi um processo que se iniciou de fato em 1931 com a criação da República Soviética da China e se encerrou em 1º de Outubro de 1949 com a proclamação da República Popular da China. 
Em uma visão geral e mais ampla, o período de 30 anos (1911 - 1949) foi decisivo para a formação moderna, tanto da China, quanto do povo chinês: A China abandonou definitivamente o feudalismo e o absolutismo que governava a nação há mais de dois mil anos de forma interrupta; bem como este período foi marcado pela presença do pensamento tridemista e de sua vertente, o maoísmo, e a resistência contra o Imperialismo, antes da desclonização da maior parte do mundo com a fundação da ONU e o fim da Segunda Guerra Mundial. Por outro lado, o período desencadeou pelos menos, ao todo, a morte de 16 milhões de chineses, incluindo militares e civis ao longo da Guerra Civil Chinesa, Revolução Comunista Chinesa, Revolução Xinhai, Era dos senhores da guerra, Segunda Guerra Sino-Japonesa e os conflitos externos menores como o Conflito Sino-Soviético de 1929 e a Invasão japonesa da Manchúria em 1931.

## Antecedentes
Desde a Primeira Guerra do Ópio, a Dinastia Qing se encontrava instável politicamente e economicamente. Principalmente na virdada século XIX para o século XX, vários movimentos sociais diferentes haviam nascido na China, desde reformistas que desejavam uma monarquia constitucional até revolucionários anarquistas ou republicanos.

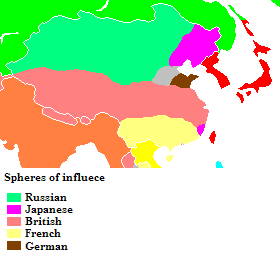
As esferas de influência na China.

Com cerca de 400 milhões de habitantes, a China do final do século XIX era um país submetido aos interesses das principais potências imperialistas.
Depois de 1895, a partilha da China entre as potências imperialistas parece inevitável. As grandes potências foram obtendo o controle dos pontos estratégicos da China, do litoral chinês e dos portos dos seus rios, por meios das "concessões territoriais", a China passa a ser uma semi-colônia. No mesmo ano, entrega a Rússia o território por onde passará a ferrovia Transiberiana, concessão ampliada em 1898, pela entrega do sul da península de Liaotung, com Port Arthur e Talien por 25 anos. À Alemanha (1898) arrenda por 99 anos, a Baía de Kiauchau e entrega o monopólio das minas de Shantung. À França arrenda Kwangchowwan também por 99 anos, e a Grã-Bretanha, por idêntico prazo, Kowloon e Wie-hai-wei. Em todos esses territórios, transformados em verdadeiras colônias, a China renuncia ao exercício de sua soberania.

### Reforma dos Cem Dias
Entre 1898 e 1900, duas tentativas de recuperação do país. A primeira durante o denominado período dos Cem Dias de Reforma, liderada por Kiang Yu-wei, conhecido como o "Confúcio moderno," cujo programa, adotado pelo Imperador Guangxu, procurou abrir caminho à modernização da China. Promulgou cerca de 70 decretos que compreenderam: reforma do ensino, com a criação de uma Universidade em Pequim e de escolas superiores para a difusão da ciência e da técnica europeia, a criação de um exército nacional, reforma da agricultura e o amparo ao comércio e a indústria, a criação de um departamento oficial de traduções, para a divulgação de obras estrangeiras. A reação dos conservadores, apoiados pela regente Tseu-Hi, culmina com a prisão do imperador, a fuga de Kiang Yu-wei (1898) e a revogação dos decretos reformistas.

### Guerra dos Boxers
Fracassada a tentativa moderada, os chamados Boxers passam à ação violenta com a Guerra dos Boxers. No contexto marcado por privilégios e humilhações levou inúmeros chineses a organizarem atos de rebeldia. Em 1900, os Boxers, membros de uma sociedade secreta que praticava o boxe sagrado, iniciaram uma revolta nacional contra os estrangeiros. Os nacionalistas chineses insatisfeitos com a presença estrangeira no país deram início a uma série de atentados, que acabaram gerando uma guerra. Como método de luta, os revoltosos matavam missionários cristãos, comerciantes e autoridades ocidentais e realizavam atentados contra os bens das companhias estrangeiras que operavam na China. Um exército internacional composto por europeus, norte-americanos e japoneses sufocou a rebelião. Os chineses foram condenados a pagar uma indenização e a permitir a presença de tropas estrangeiras no país.

## Revolução de 1911

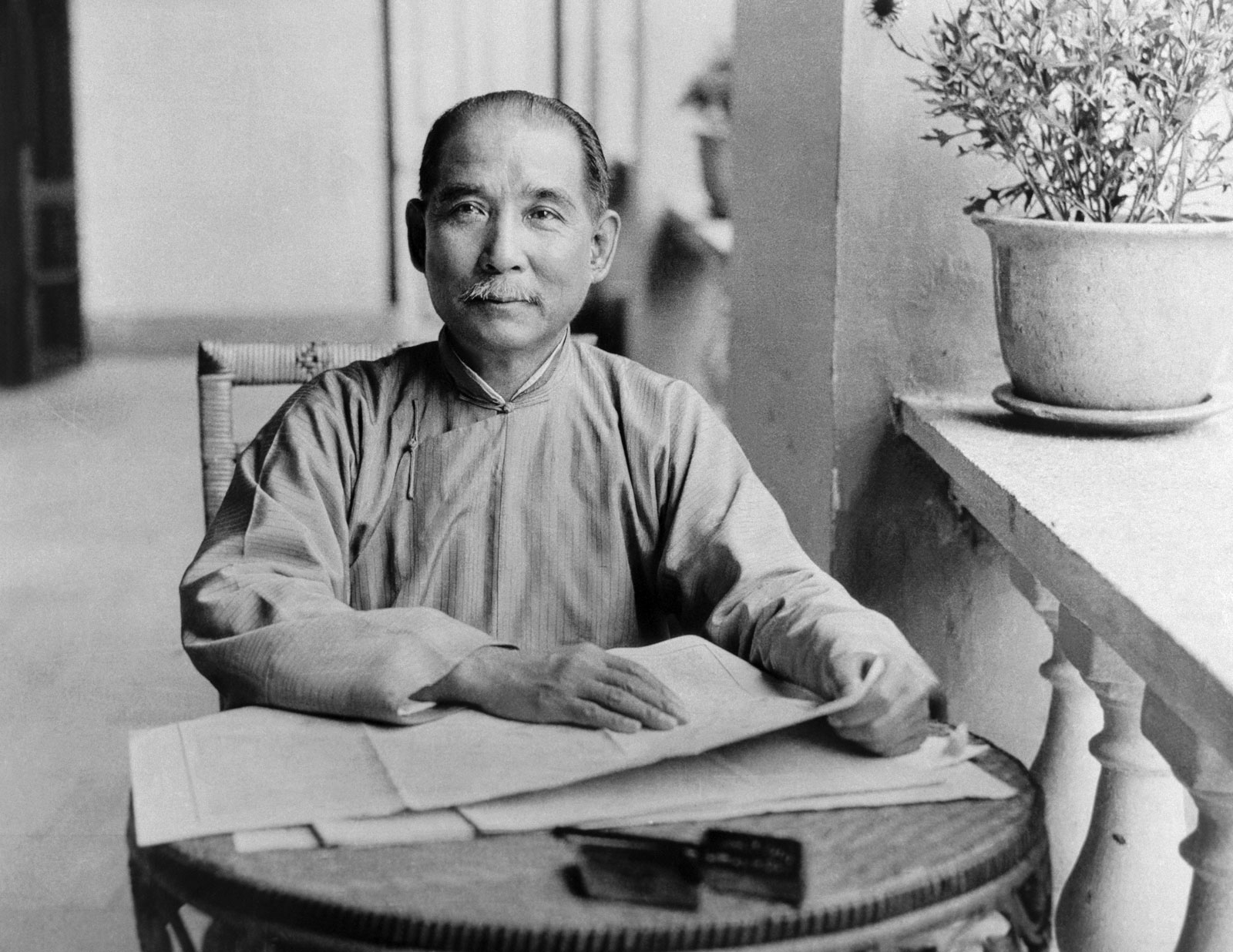
Sun Yat-sen, primeiro presidente da República da China e fundador do Kuomintang.

O médico Sun Yat-sen, que criaria em 1905 na cidade de Hong-Kong, a Sociedade para a Regeneração Chinesa, de orientação republicana, socialista e revolucionária, foi um dos mais importantes líderes revolucionários Anti-qing a época.Através do apoio de chineses fora da China, antigos participantes da Reforma dos Cem Dias, políticos liberais, estudantes e militares, inspirados pelos Três Princípios do Povo desenvolvidos por Sun Yat-sen que buscava uma ampla mobilização popular através de um discurso de teor nacionalista e anticapitalista, suas exigências eram, a queda da dinastia Qing e a expulsão imediata de todos os estrangeiros que se apossavam das riquezas do país além de reformas sociais como a redistribuição de terras e equalização da propiedade.
Os acontecimentos que levaram à queda da dinastia Qing, a chamada Revolução de Xinhai, desenvolveram-se entre 10 de Outubro de 1911, data em que se iniciou  Revolta de Wuchang. Rapidamente, conseguindo o apoio político de outras províncias, eclodiram-se diversas revoltas ao longo do país. Em 12 de Fevereiro de 1912, quando o último imperador, Puyi, abdicou definitivamente.
Sun, que estava em exilio, é proclamado Presidente (provisório) da República da China, com sede em Nanquim, em novembro de 1911. Apesar da queda imperial, monarquistas incluindo o Primeiro-Ministro da dinastia Qing, Yuan Shikai, continuaram combatendo e lutando contra as forças nacionalistas do recém fundado Kuomintang, que para evitar que a guerra continua-se, Sun negociou com Yuan o cargo de presidente provisório, com ele sendo eleito efetivamente após as Eleições Gerais de 1913 e o assassinato de Song Jiaoren.

### Consequências

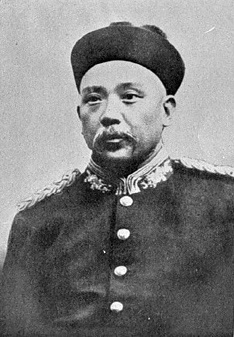
Yuan Shikai.

Yuan Shikai, confirmado presidente em 1913, contra a vontade de Sun Yat-sen e do Kuomintang, dissolve o parlamento e rompe com a constituição chinesa, dando ínicio a chamada Segunda Revolução e a Guerra de Proteção Nacional.
Durante a Primeira Guerra Mundial agravam-se os problemas chineses. Em 1914, o Japão declara guerra à Alemanha e viola a neutralidade da China; em 1915, apresenta as "Vinte e Uma Exigências" que, é apenas parcialmente aceita por Pequim, desmoralizam o governo, que julga propicia a hora para restaurar o Império. De dezembro de 1915 a março de 1916, Yuan Shikai ostenta o título de Imperador, mas é obrigado a abandonar o trono devido à forte oposição, porém conserva o cargo de presidente até sua morte em junho de 1916.
Entretanto, um golpe militar em Cantão faz com que Sun Yat-sen exercesse novamente a presidência. Mas a situação do governo central estava muito deteriorada, visto que, o governo de Sun não controlava mais do que uma porção reduzida do território. O controle das outras regiões deslocou-se para as tradicionais elites rurais, que se agrupavam em torno de chefes militares. Várias províncias reivindicavam autonomia, e determinados territórios foram retalhados em "feudos" independentes. Os chefes militares locais (os chamados "senhores da guerra") lutavam constantemente entre si e impunham todo tipo de arbitrariedades ao povo, como impostos e paralisação de colheitas e trabalhos públicos.

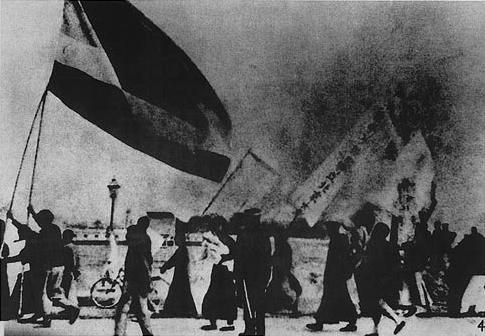
Estudantes reunidos em Pequim durante o Movimento Quatro de Maio.

Em 1917, a China declara guerra à Alemanha na esperança de contar com a colaboração das potências imperialistas no período pós-guerra para que renunciassem às suas esferas de influências no país, que as tropas estrangeiras fossem retiradas, e que lhes fossem devolvidas as concessões e territórios arrendados. No entanto, a Paz de Versalhes lhe é desfavorável, pois as demandas chinesas para por fim ao estatuto semicolonial em que a China se encontrava não foram aceitas; o que provoca violenta agitação em todo o país, e a recusa do tratado. O Movimento do Quatro de Maio, antiimperialista e antifeudal, com o qual o proletariado chinês passa a aparecer no movimento político do país, possibilitou a propagação do marxismo-leninismo e sua combinação com a prática da revolução chinesa, preparando a ideologia e os dirigentes para a fundação do Partido Comunista da China.
Em 1922, os Tratados das Nove Potências asseguravam reconhecer a integridade territorial da China, que, em troca, deveria manter a política de portas abertas. Internamente, a nação sofre, depois de 1920, os efeitos da guerra civil, dirigida pelos "senhores da guerra," que possuíam enorme poder nas províncias e controlavam, juntamente com outros grandes proprietários de terra, cerca de 88% das áreas produtivas. Em 1924, Sun Yat-sen reorganiza o Kuomintang, e nesse ano, Chiang Kai-shek, no comando da Academia Militar de Whampoa prepara, com a colaboração de oficiais alemães e soviéticos, o Exército Nacional Revolucionário.

## Revolução de 1949

### A Primeira Frente Unida e o Massacre de Xangai
O Movimento de 4 de Maio de 1919 e a relevância politica das revoluções promovidas pelo Kuomintang, influenciou na criação do Partido Comunista Chinês (PCCh), cujos principais fundadores foram o intelectual Chen Duxiu, o educador Peng-Pai e o ativista político Mao Tse-tung.
Em 1924, Sun Yat-sen, estabelecido em um governo paralelo no sul da China, começou a cooperar ativamente com o Partido Comunista, formando a Primeira Frente Unida, organizando as massas operárias e camponesas para a Expedição do Norte. Após o falecimento de Sun Yat-sen, o 2º Congresso Nacional do Kuomintang apontou Chiang Kai-shek como líder, que passou, com Chiang Kai-shek como representante, passa a controlar o Partido Nacional do Povo. Disposto a submeter os chefes militares locais e impor-se ao país todo, Chiang Kai-shek contou com a colaboração dos comunistas em suas campanhas militares de reunificação da China, empreendidas entre 1925 e 1928. O apoio do Kuomintang era uma orientação da Internacional Comunista, que havia aclamado Chiang Kai-shek como um de seus dirigentes honorários – apesar do anticomunismo do líder chinês. O PCC aceitou disciplinadamente essa decisão. No entanto, o PCC apresentava algumas divisões internas. Alguns achavam que a revolução seria feita a partir das cidades, tendo como núcleo a classe operária. Por sua vez, Mao Tse-tung e outros dirigentes consideravam que a revolução deveria partir dos camponeses, maioria absoluta da população.

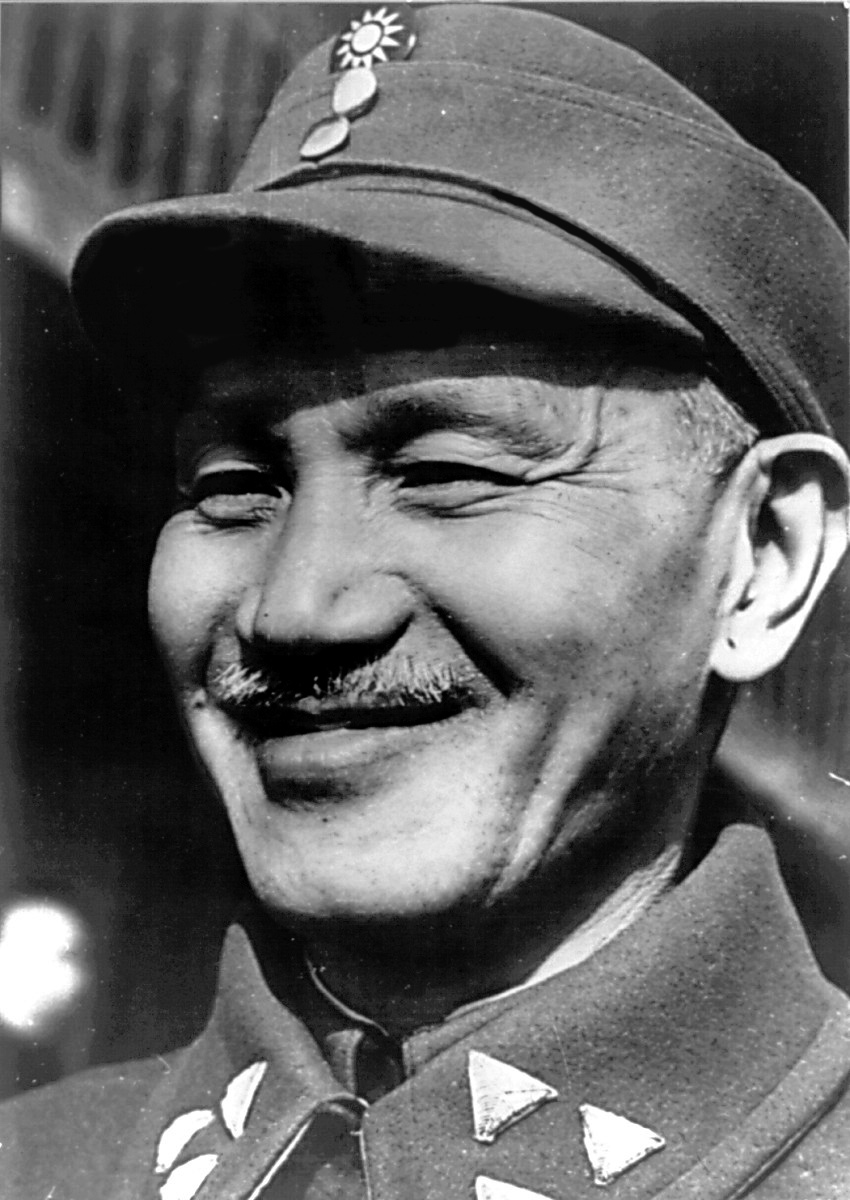
O Generalíssimo Chiang Kai-shek em março de 1945.

Em março de 1927, uma rebelião de trabalhadores em Xangai, liderada especialmente por comunistas, permite a tomada da cidade como parte da Expedição do Norte. O exército do Kuomintang chega após o fato, encontrando Xangai nas mãos dos trabalhadores e dos comunistas. Em abril, sentindo-se mais seguro no poder, Chiang Kai-shek ordena o massacre dos comunistas em Xangai e em outras cidades. Com o objetivo de neutralizar a influência dos comunistas no KMT, Chiang Kai-shek rompe com a Primeira Frente Unida pela violência, operando uma ofensiva brutal, que resultou em 300 mortes e cerca de 5.000 oficiais "desaparecidos." O expurgo generalizado é decretado contra os comunistas dentro do Kuomintang. A ruptura com o Comintern é consumada: os conselheiros soviéticos do Kuomintang devem gradualmente deixar o país, e abandonam os comunistas chineses à sua sorte. No início, a atitude de Chiang provocou uma divisão do KMT. O KMT "de esquerda," dirigido pelo sucessor de Sun Yat-sen, Wang Jingwei, formou um governo "opositor" em Wuhan. Os comunistas o apoiaram, e entraram nesse governo. Entretanto, em julho, Wang Jingwei, impotente em frente de Chiang, por sua vez, rompe com os comunistas e apoia o governo em Nanquim. A guinada desconcertou a Internacional Comunista.

### O Levante comunista e a Longa Marcha
Em 1 de Agosto de 1927, tropas dos adeptos do PCC, liderados particularmente por Zhou Enlai, rebelaram-se em Nanchang: os destacamentos rebeldes formaram os primeiros elementos do Exército Vermelho Chinês. Em 7 de Setembro, Mao Tse-tung liderou uma revolta de camponeses em Hunan e Jiangxi, onde estabeleceu um soviete: a revolta foi esmagada pelas tropas nacionalistas, mas Mao consegue escapar.
Os bandos armados revoltados realizam a sua junção com os camponeses rebeldes e assumem o controle de várias regiões do sul da China. Em 11 de dezembro, em Cantão, uma revolta toma o controle da cidade e estabelece um soviete, mas é esmagado com ferocidade pelo exército três dias depois. Nas montanhas de Jinggang, Zhu De se junta a Mao Tse-tung e fornece conhecimentos militares. O fracasso das tentativas de insurreição operária acabou fortalecendo o grupo de Mao, pois, para escapar ao massacre nas cidades, os comunistas refugiaram-se nos campos, onde organizavam guerrilhas contra os ataques de Chiang Kai-shek.
Em 1928, a Expedição do Norte termina com a tomada de Pequim, simbolizando a unificação da China sob novo governo, que mantém a capital em Nanquim; o Kuomintang reclama soberania sobre toda a República da China e o seu governo é reconhecido internacionalmente. Assim, os grandes proprietários, os "senhores da guerra" e até a máfia passaram a apoiar Chiang e o KMT. Para solidificar sua autoridade e ao mesmo tempo combater o maoísmo, Chiang Kai-shek estabelece uma série de acordos com os senhores da guerra e aproxima-se da Alemanha Nazista, que lhe fornece equipamentos militares, instrutores qualificados, e um número razoável de aviões de guerra com o objetivo de fustigar os comunistas nas montanhas longínquas (ver: Cooperação Sino-Germânica (1911–1941)). Este alinhamento com a Alemanha falhou quando o Japão, aliado preferencial de Hitler, atacou a China em 1937. O generalíssimo Chiang Kai-shek buscaria então o auxílio dos Estados Unidos, interessados por sua vez em impedir a expansão nipônica no Extremo Oriente.
Em 1930, a guerra das planícies centrais, distrai o exército governamental, e dão aos comunistas  mais liberdade para organizar o seu controle sobre as áreas "vermelhas". De novembro de 1930 a janeiro de 1931, as tropas nacionalistas tentam romper com uma campanha de cerco aos comunistas no território do sul de Jiangxi, mas são repelidos pelas forças comunistas, que se revelaram muito melhor equipadas e treinadas do que simples guerrilheiros.

Mapa da Longa Marcha das forças de Mao.

Em setembro de 1931, o governo chinês está desestabilizado pela invasão japonesa da Manchúria. Os comunistas aproveitam a oportunidade para reforçar a sua organização e em 7 de novembro de 1931, os territórios descontínuos das regiões comunistas são oficialmente unidos sob a autoridade da República Soviética da China, com Mao Tse-tung como presidente. A área evolui abrangendo 30 000 quilômetros quadrados e uma população de 3 milhões de habitantes. Entre 1931 e 1934, o Exército Nacional Revolucionário do Kuomintang realiza quatro novas campanhas de cerco contra o território comunista de Jiangxi, Henan, Hubei, Anhui, Shaanxi e Gansu. A última campanha, ordenada pessoalmente por Chiang Kai-shek, vê a vitória dos nacionalistas: de setembro 1933 a outubro de 1934, aproximadamente um milhão de homens são enviados para perseguir a República Soviética da China, cercada por bunkers.
As lutas entre os dois blocos aumentariam de intensidade e se prolongarão até 1936. As várias campanhas de "cerco e aniquilamento dos bandidos vermelhos" fracassaram, até que, em outubro de 1934, cerca de 100 mil comunistas tiveram de abandonar a região de Jiangxi. Foi o início de um dos episódios marcantes dessa guerra: a Longa Marcha, uma caminhada de 12 mil quilômetros atravessando onze províncias e travando combates incessantes, que o principal líder comunista, Mao Tse-tung, empreendeu com mais de 100 mil pessoas em direção ao noroeste do país com o objetivo de escapar ao cerco inimigo. Durante essa caminhada, muitas pessoas morreram, outras ficaram pelo caminho organizando os camponeses, que haviam se transformado na principal base de apoio dos comunistas. Apenas 9 mil chegaram ao destino final, a província de Shaanxi, onde se ergueu o quartel-general das tropas comunistas.

### A Agressão Japonesa

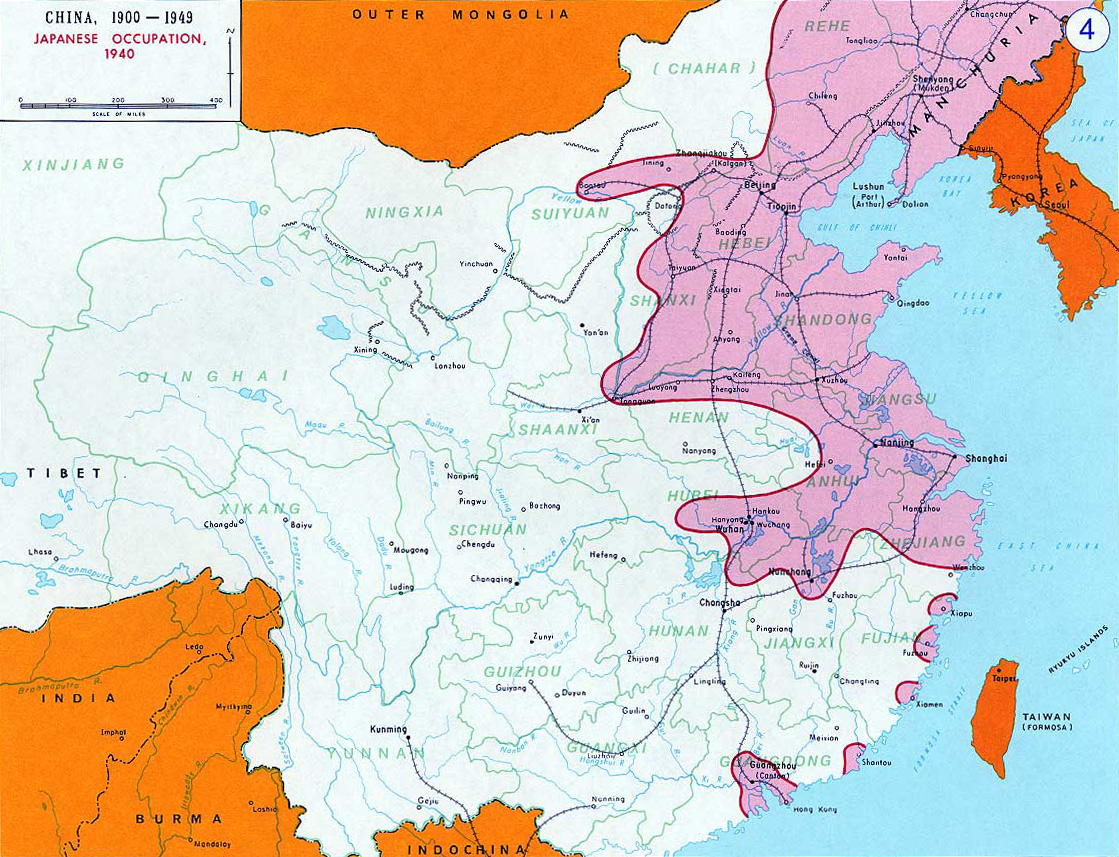
Mapa mostrando a região ocupada do território chinês pelo Japão, 1940.

Em 1931, o Japão ocupa a Manchúria e no ano seguinte institui o Manchukuo como Estado fantoche, governado pelo Imperador Puyi. Em 1936, Chiang Kai-shek foi aprisionado em Xian, capital de Shaanxi, pelas tropas do General Zhang Xueliang, no conhecido Incidente de Xi’an. Negociações até hoje mal conhecidas estabelecem o acordo entre Shensi e Nanquim, que se unem na luta contra o Japão, a esta época já senhor absoluto de quase todo o norte do país.
Em julho de 1937, sem declaração de guerra, o Japão inicia as hostilidades; em menos de noventa dias os japoneses ocuparam a parte oriental do país, sem que o governo nacionalista pudesse impedi-los. Pequim e Tientsin caem em poder dos nipônicos. Os EUA e a URSS firmam com a China tratados de ajuda e amizade e a Liga das Nações convoca os signatários do Tratado das Nove Potências em novembro de 1937, para que, individualmente, procurem auxiliar a resistência chinesa. Os comunistas, liderados por Mao Tsé-Tung, e os nacionalistas, liderados por Chiang Kai-shek, assinam um acordo em 22 de setembro de 1937, pelo qual os comunistas abandonam seu projeto de um governo revolucionário, renunciando a insurgir-se contra o governo de Chiang Kai-shek que, pelo seu lado, comprometeu-se a suspender as operações anticomunistas, desta maneira forma-se a Segunda Frente Unida. Apesar da aliança, as forças chinesas não são fortes o suficiente para lutar contra o Exército Imperial Japonês e sofrem uma série de desastres no início do conflito. O Japão, ocupa Xangai e Nanquim, realizando o bloqueio da China meridional, e instituindo um Estado títere, que durou de 1938 a 1945, reconhecido pelas potências do Eixo.

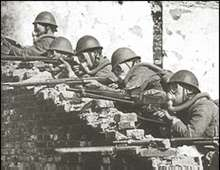
Soldados japoneses lutam em Xangai durante a Segunda Guerra Sino-Japonesa.

Os comunistas favorecem ações de guerrilha, especialmente no norte da China. Mao Tse-tung quer poupar suas tropas, tanto quanto possível e continua a consolidar as suas forças, com o objetivo de uma nova guerra contra os nacionalistas, após a derrota japonesa. A guerra provara, porém, a unidade moral do povo chinês, todas as facções reconheciam o governo central, e o sistema de guerrilhas dificultava o avanço dos japoneses, incapazes de dominar, pelas armas, o vasto território. A participação da China na II Guerra Mundial, a partir de 1941, facilitaria a ajuda norte-americana, inglesa e soviética ao governo de Chiang Kai-shek, e a derrota do Japão em 1945, representou a libertação do território nacional. Dessa forma, o avanço das forças soviéticas pela Manchúria a 8 de agosto de 1945 e o lançamento em 6 e 9 de agosto de duas bombas atômicas sobre o Japão, destruindo Hiroshima e Nagasaki, encerrou a Guerra do Pacífico. O Japão rendeu-se incondicionalmente em 10 de agosto de 1945.

### O reinicio da Guerra Civil e a Revolução Comunista de 1949
Com o final da Segunda Guerra, os japoneses foram expulsos do território chinês e as tropas de Chiang Kai-shek, com o apoio bélico dos Estados Unidos lançaram uma ofensiva contra os "vermelhos" de Mao Tse-tung, reiniciando, então, o conflito armado.
Em dezembro de 1945, o General George Marshall, representando o governo norte-americano, procurou conciliar comunistas e nacionalistas, cujas divergências ameaçavam a unidade chinesa. A conferência consultiva, realizada em janeiro de 1946, porém, resultou improfícua e o governo de coalizão dirigido por Chiang Kai-shek não contou com a participação dos comunistas e da Liga Democrática, que recusaram a aceitar a Constituição. O fracasso das negociações leva ao reinicio das hostilidades, que demonstrariam a fraqueza dos exércitos nacionalistas e a incapacidade do Kuomintang para conduzir a nação, apesar da ajuda prestada pelos EUA.
Em julho de 1946 pôs-se em marcha a ofensiva contra os "vermelhos", com um exército enorme, apoiados por 500 aviões, pilotados majoritariamente por oficiais norte-americanos. Para piorar as coisas para os comunistas chineses, em 1946, no curso das negociações de paz entre o PCC e o Kuomintang, a URSS reconheceu diplomaticamente o governo do Kuomintang, na suposição de que o PCC seria derrotado numa nova guerra civil. Chiang Kai-shek teria se convencido de que não dispunha de meios para evitar a influência que o PCC teria na Manchúria após a retirada prevista dos soviéticos. Para evitar isso, chegou-se a um acordo com os russos para que atrasassem sua retirada até que o KMT tivesse transferido para a região uma quantidade suficiente dos seus melhores homens e equipamentos. Os soviéticos usaram a prorrogação de permanência para desmantelar todo o parque industrial manchu e remover para o seu país devastado pela guerra.
O Kuomintang era militarmente mais forte nas cidades, enquanto os comunistas tinham maior força nos campos. A estratégia do líder comunista Mao Tsé-Tung foi a de cercar as cidades a partir dos campos. Os comunistas tiveram grande apoio da população pobre que experimentava enorme repugnância diante do exército e do governo de Chiang devido à enorme corrupção do mesmo e o seu mau desempenho durante a guerra contra o Japão; além disso, este era considerado um agente direto dos Estados Unidos, e isto num país que levara mais de um século lutando contra as potências estrangeiras era um ponto desfavorável.
Durante o primeiro ano do conflito, as tropas nacionalistas obtiveram ganhos territoriais, incluindo a capital comunista de Yan'an. Entretanto, logo em seguida, o moral do Kuomitang começou a desmoronar face às bem-sucedidas operações militares dos comunistas, diminuindo a confiança em sua administração, e no final de 1947 uma vitoriosa contra-ofensiva comunista estava a caminho. Em novembro de 1948, Lin Piao completou a conquista da Manchúria, onde os nacionalistas perderam meio milhão de homens, muitos dos quais desertaram para o lado comunista.
Em 1948, quase toda a China do Norte estava em poder dos comunistas, que, no início de 1949, ocuparam Tientsin e Pequim, além de dominarem a região central do país. Chiang Kai-shek demitiu-se em janeiro de 1949, entregando o poder ao General Li Tsung-jen. Isso não facilitou as negociações com os comunistas, que exigiam a formação de um governo de coalizão sob a chefia de Mao Tse-tung. A queda de Xangai, Nanquim e Cantão representava a liquidação dos exércitos nacionalistas, agravada pela atitude dos EUA, que em agosto de 1949 anunciavam a cessação de qualquer ajuda ao Kuomintang. Em dezembro, Chiang Kai-shek e o que restava de seu governo refugiaram-se na ilha de Formosa (Taiwan), onde instalaram a China Nacionalista (Taiwan).
Mesmo sem a ajuda da maior potência comunista, a União Soviética, dirigida na época por Stalin, as forças de Mao conseguiram a vitória. Em 1º de outubro de 1949, conquistaram o poder e proclamaram a República Popular da China, sendo instalada a Conferência Consultiva do Povo, que elaborou o programa do novo governo, presidido por Mao Tse-tung, sendo Zhou Enlai Presidente do Conselho e Ministro do Exterior.

## Consequência da Revolução de 1949
A China continental foi então, reorganizada nos moldes comunistas, com apoio soviético. As mais importantes das primeiras ações do governo Mao foram a nacionalização dos grandes meios de produção e a oficialização do PCC (Partido Comunista Chinês). Os contrarrevolucionários sofrem brutal repressão: cinco milhões foram mortos em dois anos. Em 1950, a China assinou um tratado de amizade com a URSS. Nesse mesmo ano, os chineses ocuparam o Tibete, que foi anexado como província. Tropas chinesas também participaram da Guerra da Coreia (1950-1953), combatendo ao lado da Coreia do Norte (sob regime comunista), contra os EUA e a Coreia do Sul.
Entre 1953-1958 a China implanta seu primeiro de vários outros planos quinquenais com apoio dos técnicos soviéticos, que deu grande impulso à indústria e a agricultura (esta coletivizada a partir de 1949). Entretanto, a morte do ditador soviético Josef Stalin, nesse ano, provocou mudanças de rumo no Partido Comunista da URSS (a "desestalinização"), que levou o regime de Mao a enfatizar sua autonomia em relação a Moscou. Em 1956, começaram as criticas ao governo, Mao Tse-tung então faz uma abertura cultural, o chamado Movimento Desabrochar de Cem Flores ou Campanha das  Cem Flores (1956-1957), estimulando a liberdade de expressão e formação de opinião sobre o seu governo e a diminuição do poder da burocracia partidária. As criticas, no entanto, ultrapassaram os limites que Mao se dispôs a tolerar, e após um ano, o regime reage com a Campanha Antidireitista, que mandou prender todos os da oposição. "Dei a liberdade para que as serpentes colocassem suas cabeças para fora" foi à célebre frase de Mao em 1956. Após um ano de liberdade a economia não melhorou. Mao acabou com a oposição e voltou a governar da mesma forma autoritária.